# Sambilawang (Bungkal)
Sambilawang is een bestuurslaag in het regentschap Ponorogo van de provincie Oost-Java, Indonesië. Sambilawang telt 2270 inwoners (volkstelling 2010).